# Tocoal
Tocoal es una localidad del municipio de Centro ubicado en la subregión centro del estado mexicano de Tabasco. Esta localidad fue conurbada a Tamulté de las Sabanas en 1990, siendo desconurbada de la misma el 15 de mayo de 2015.

## Geografía
La localidad de Tocoal se sitúa en las coordenadas geográficas 18°06′53″N 92°53′03″O / 18.114722, -92.884167, a una elevación de 10 metros sobre el nivel del mar.

## Demografía
Según el Conteo de Población y Vivienda 2020, efectuado por el Instituto Nacional de Estadística y Geografía, la localidad de Tocoal tiene 2,877 habitantes, de los cuales 1,411 son del sexo masculino y 1,466 del sexo femenino. Su tasa de fecundidad es de 2.17 hijos por mujer y tiene 630 viviendas particulares habitadas.
| Gráfica de evolución demográfica de Tocoal entre 1950 y 2020 |
|                                                              |
| INEGI.                                                       |